# Neomyzus primulum
Neomyzus primulum är en insektsart. Neomyzus primulum ingår i släktet Neomyzus och familjen långrörsbladlöss. Inga underarter finns listade i Catalogue of Life.